# منتخب كوريا الجنوبية تحت 19 سنة لكرة السلة
منتخب كوريا الجنوبية تحت 19 سنة لكرة السلة هو ممثل كوريا الجنوبية الرسمي في المنافسات الدولية في كرة السلة
.